# پارک ملی پیندوس
پارک ملی پیندوس (یونانی: Εθνικός Δρυμός Πίνδου)
که همچنین با نام Valia Calda (به معنی دره گرم در زبان آرمانیایی) نیز شناخته می‌شود یک پارک ملی در سرزمین اصلی یونان است که در یک منطقه کوهستانی در حاشیه مقدونیه غربی و اپیروس در قسمت شمال شرقی رشته کوه پیندوس واقع شده‌است. این پارک در سال ۱۹۶۶ تأسیس شد و مساحت آن ۶۹۲۷ هکتار (۱۷۱۲۰ هکتار) است. منطقه مرکزی پارک، ۳۳۶۰ هکتار (۸۳۰۰ هکتار)، بیشترین بخش دره ولیا کالدا و دامنه‌های قله‌های اطراف را پوشش می‌دهد.
این پارک ملی دارای محدوده ارتفاعی از ۱۰۷۶ تا ۲۱۷۷ متر (۳۵۳۰ تا ۷۱۴۲ فوت) است و با جنگل‌های انبوه کاج سیاه اروپایی و راش اروپایی، پشته‌های صخره ای، چندین قله بیش از ۲۰۰۰ متر (۶۶۰۰ فوت)، رودخانه‌های سریع و کوه‌ها مشخص می‌شود. این منطقه به منطقه وسیع‌تر جنگل‌های مخلوط کوه‌های پیندوس  تعلق دارد و بخشی از رشته کوه پیندوس است. علاوه بر این، متعلق به شبکه زیست‌محیطی Natura 2000 از مناطق حفاظت شده‌است و یکی از سه مکان در یونان است که میزبان جمعیت خرس قهوه‌ای اوراسیایی است.